# Општина Циганаши (Јаши)
Циганаши (рум. Ţigănaşi) општина је у Румунији у округу Јаши.
Oпштина се налази на надморској висини од 102 m.